# South Esk River
De South Esk River (de langste rivier in Tasmanië) is een belangrijke rivier (die het hele jaar door stroomt) gelegen in de noordelijke regio van Tasmanië.
De rivier is 252 km lang en werd vernoemd door kolonel William Paterson in december 1804 naar de gelijknamige Schotse rivier. Daarvoor hadden Tasmaanse Aboriginals de rivier de naam Mangana lienta gegeven.